# Dante's Inferno (film 2007)
Dante's Inferno è una commedia del 2007 rappresentata con pupazzi disegnati a mano sul palcoscenico di un teatro per bambini. Il film è un adattamento del libro Dante's Inferno di Sandow Birk e Marcus Sanders (Chronicle Books, 2004), che è un adattamento moderno della cantica dell'Inferno di Dante Alighieri. Il film fa il resoconto dei viaggi di Dante (la cui voce è data da Dermot Mulroney) attraverso l'Oltretomba, guidato da Virgilio (la cui voce è data da James Cromwell). Il principale burattinaio è Paul Zaloom, e i burattini furono ideati da Elyse Pignolet e disegnati da Sandow Birk. La prima del film si tenne il 20 gennaio del 2007 al 2007 Slamdance Film Festival. Il film è stato anche proiettato al Santa Barbara International Film Festival, al Sarasota Film Festival, all'Atlanta Film Festival, al Newport Beach Film Festival, al Maryland Film Festival, al Silver Lake Film Festival, al Boston Underground Film Festival, e sulla rete via cavo Ovation TV.

## Cast
- Tony Abatemacro: imputato bugiardo, Farinata
- Scott Adsit: Minosse, Paolo, Hirohito, pilota d'elicottero, Spiro Agnew
- Matt Besser: Metallica Defendant, L. Ron Hubbard, Curtis LeMay, agente di sicurezza dell'aeroporto
- Bill Chott: Cacco detto El Gordo, Calvacanti, Joseph Stalin, l'equipaggio di Ulisse
- Mike Coleman: Caronte, Flegias, Senatore, Dick Cheney
- James Cromwell: Virgilio
- Andrew Daly: Lucano, il goloso "sulla destra", Jim Jones, lo screener dell'aeroporto, compagno di Ulisse che dice sempre di no
- John Fleck: Brunetto Latini
- Sean Forrester: Orazio, Filippo Argenti, il ruffiano bianco, vittima picchiata, agente di sicurezza dell'aeroporto, Insider Trader #2
- Tony Hale: Ovidio, intermediario immobiliare, papa Niccolò III
- Tom Hallick: George Sanders, lobbista dalla voce profonda
- Brandon Johnson: guidatore iracondo, poliziotto a cavallo, Ruffiano #1, Ruffiano #3, agente di sicurezza dell'aeroporto
- Laura Krafft: George Sand, assistente personale ausiliario dell'aeroporto, ausiliario della metropolitana
- Dermot Mulroney: Dante
- Martha Plimpton: Celia, cantante lobbista, Lizzie Borden
- Kit Pongetti: Francesca da Rimini, Marilyn Monroe, Elena Ceaușescu
- Tami Sagher: George Eliot, ninfomane, Barbara Bates, Penelope
- Dana Snyder: Strom Thurmond, Ulisse, citofono della città di Dite, accompagnatore di Ulisse
- Matt Walsh: Benito Mussolini, giornalista della Fox, agente di sicurezza dell'aeroporto che insegue
- Paul Zaloom: Omero, Dio, ufficiale di Chirone, lobbista del Sud, agente di sicurezza dell'aeroporto, Caifa, equipaggio di Ulisse , Macmud, Insider Trader #1, Nicolae Ceaușescu
- Mark Ritts: Gianciotto o Giovanni Malatesta

## Accoglienza
Il critico cinematografico Curt Holman diede al film 3 stelle e disse che la commedia aveva uno «spirito satirico assai squillante e sconcio». Il critico cinematografico Kevin Stewart disse «una tale satira politica è assai appropriata per il modo e i tempi». Il regista Sean Meredith vinse il Best Director award al Silver Lake Film Festival a Los Angeles nel 2007, e il film vinse l'Audience Favoritee award al San Francisco IndieFest nel 2007. Il Boston Underground Film Festival gli consegnò lo Spirit of Underground award in 2007. La giuria, al Lausanne Underground Film and Music Festival del 2007, gli diede il premio per la miglior narrativa cinematografica.